# The Incredible Jazz Guitar of Wes Montgomery
The Incredible Jazz Guitar of Wes Montgomery é um álbum do guitarrista estadunidense de jazz Wes Montgomery, lançado em 1960. A maioria das faixas deste álbum é considerada exemplo das duas técnicas mais distintas de Wes: a "palhetada com polegar" e o uso de oitavas.

## Recepção
The Incredible Jazz Guitar é considerado por muitos fãs e pela crítica como um marco nos álbuns de estúdio de Wes Montgomery. O The Penguin Guide to Jazz selecionou este álbum como parte de sua "Core Collection", assinalando que esta é "provavelmente a melhor gravação de Montgomery atualmente disponível".

## Faixas
| N.º            | Título                     | Compositor(es)                 | Duração |  |
| 1.             | "Airegin"                  | Sonny Rollins                  | 4:30    |  |
| 2.             | "D-Natural Blues"          | Wes Montgomery                 | 5:25    |  |
| 3.             | "Polka Dots and Moonbeams" | Johnny Burke, Jimmy Van Heusen | 4:44    |  |
| 4.             | "Four on Six"              | Montgomery                     | 6:17    |  |
| 5.             | "West Coast Blues"         | Montgomery                     | 7:27    |  |
| 6.             | "In Your Own Sweet Way"    | Dave Brubeck                   | 4:55    |  |
| 7.             | "Mr. Walker"               | Montgomery                     | 4:34    |  |
| 8.             | "Gone with the Wind"       | Herb Magidson, Allie Wrubel    | 6:23    |  |
| Duração total: | Duração total:             | Duração total:                 | 44:15   |  |

- As faixas 1, 2, 4, 5 e 6 foram gravadas em 26 de janeiro de 1960;
- As faixas 3, 7 e 8 foram gravadas em 28 de janeiro.

## Integrantes
- Wes Montgomery – guitarra
- Tommy Flanagan – piano
- Percy Heath – baixo
- Albert Heath – bateria

Com:
- Orrin Keepnews – produtor
- Jack Higgins – engenheiro de som